# Episodi di Missione impossibile (quarta stagione)
La quarta stagione della serie televisiva Missione impossibile è stata trasmessa negli Stati Uniti dalla CBS dal 28 settembre 1969 al 29 marzo 1970.
| nº | Titolo originale       | Titolo italiano        | Prima TV USA      | Prima TV Italia |
| -- | ---------------------- | ---------------------- | ----------------- | --------------- |
| 1  | The Code               | Il codice              | 28 settembre 1969 |                 |
| 2  | The Numbers Game       | Il gioco dei numeri    | 5 ottobre 1969    |                 |
| 3  | The Controller, Part 1 |                        | 12 ottobre 1969   |                 |
| 4  | The Controller, Part 2 |                        | 19 ottobre 1969   |                 |
| 5  | Fool's Gold            | Oro mortale            | 26 ottobre 1969   |                 |
| 6  | Comandante             | Il comandante          | 2 novembre 1969   |                 |
| 7  | Submarine              | Il sottomarino         | 16 novembre 1969  |                 |
| 8  | Mastermind             | Un trucco ben riuscito | 23 novembre 1969  |                 |
| 9  | The Robot              | Robot                  | 30 novembre 1969  |                 |
| 10 | The Double Circle      | Il Buddha di Pechino   | 7 dicembre 1969   |                 |
| 11 | The Brothers           | Complotto a corte      | 14 dicembre 1969  |                 |
| 12 | Time Bomb              | Bomba a orologeria     | 21 dicembre 1969  |                 |
| 13 | The Amnesiac           | L'amnesia              | 28 dicembre 1969  |                 |
| 14 | The Falcon, Part 1     |                        | 4 gennaio 1970    |                 |
| 15 | The Falcon, Part 2     |                        | 11 gennaio 1970   |                 |
| 16 | The Falcon, Part 3     |                        | 18 gennaio 1970   |                 |
| 17 | Chico                  | Chico                  | 25 gennaio 1970   |                 |
| 18 | Gitano                 | Il piccolo re          | 1º febbraio 1970  |                 |
| 19 | Phantoms               | I fantasmi             | 8 febbraio 1970   |                 |
| 20 | Terror                 | Terrore                | 15 febbraio 1970  |                 |
| 21 | Lover's Knot           | Il ricatto             | 22 febbraio 1970  |                 |
| 22 | Orpheus                | Orfeo                  | 1º marzo 1970     |                 |
| 23 | The Crane              | La trappola            | 8 marzo 1970      |                 |
| 24 | Death Squad            | La squadra della morte | 15 marzo 1970     |                 |
| 25 | The Choice             | L'intrigo              | 22 marzo 1970     |                 |
| 26 | The Martyr             | Il martire             | 29 marzo 1970     |                 |